# 熊と旅人

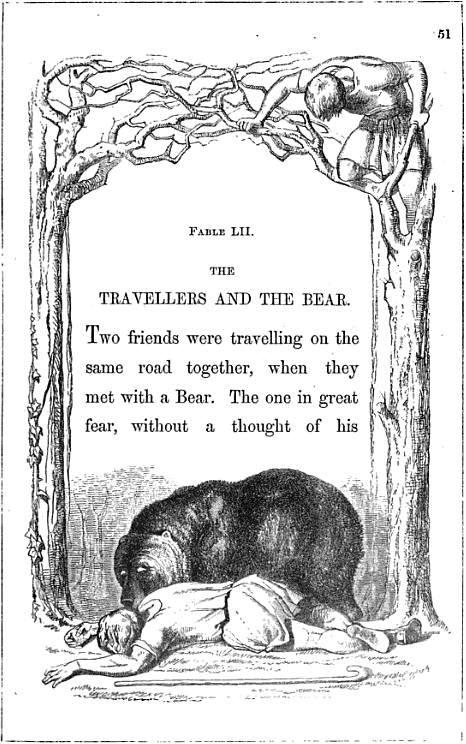
熊と旅人

「熊と旅人」（くまとたびびと）は、イソップ寓話の一つ。ペリー・インデックス65番。

## あらすじ
2人の旅人が一緒に旅をしていた。ある大きな森の中の道を歩いていると、目の前に1頭の熊が現われた。
1人の旅人はすぐに近くの大木によじ登ったが、もう1人の旅人は逃げ遅れ、仕方なく地面に倒れて死んだふりをした。熊はその旅人の耳元に口を当てていたが、しばらくすると森の奥に姿を消した。木の上の旅人は、安心したので降りてきて、逃げ遅れた旅人に「さっき熊が君の耳に何かささやいていたようだけど、何て言っていたんだね?」と聞いたところ、旅人は答えた。「熊はこう言ったんだ。危ない時に友達を捨て、自分だけ逃げるような薄情な相手とはもう別れろ。」と

## 誤解（熊と「死んだふり」）
イソップの時代には、「熊は生きた人間は食べるが死人は食べない」と信じられていた。しかし、実際は熊は死肉も食うので、死んだふりをしても襲われるときは襲われる。